# Fontaine-Milon
Fontaine-Milon é uma ex-comuna francesa na região administrativa da Pays de la Loire, no departamento de Maine-et-Loire. Estendeu-se por uma área de 8,46 km². Em 2010 a comuna tinha 487 habitantes (densidade: 57,6 hab./km²).
Em 1 de janeiro de 2016 foi fundida com a comuna de Mazé para a criação da nova comuna de Mazé-Milon.